# 大加島仮乗降場
大加島仮乗降場（おおかしまかりじょうこうじょう）は、かつて静岡県榛原郡本川根町（現・川根本町）にあった大井川鉄道（現・大井川鐵道）井川線の仮乗降場（廃駅）である。長島ダム建設に伴う井川線の路線変更により廃駅となった。

## 歴史
- 1981年（昭和56年）8月1日：開業。
- 1990年（平成2年）10月2日：長島ダム建設に伴う路線変更により廃止。

## 駅構造
単式ホーム1面1線の地上駅であった。枕木を組んで作られた簡素なホームがあるのみで、駅舎はおろか駅名標すら設置されていなかった。

## 駅周辺
（廃線当時）
- 大井川
- 西井戸トンネル - 駅から千頭側にあるトンネル。現在は遊歩道になっている。
- 第二大井川橋梁 - ワーレントラス橋。路線変更後に撤去。現在のしぶき橋の位置にあった。
- 寄倉トンネル - 駅から井川側にあるトンネル。現在は遊歩道になっている。トンネルの井川側は長島ダム堤体の直下にあったため、トンネル全体の3分の1が残されている。

## 廃止後の現状
- 駅跡は現在の長島ダムほぼ直下、しぶき橋の南側の岸付近にあった。
- 長島ダム建設の際、西井戸トンネルから寄倉トンネルまでの区間周辺は路盤が削られたため、駅跡の痕跡がない。

## 隣の駅
（廃線当時）
大井川鉄道
井川線
川根市代駅 - 大加島仮乗降場 - 川根唐沢駅